# 吉橋亜理砂
吉橋 亜理砂（よしはし ありさ、1996年〈平成8年〉3月12日 - ）は、日本の女性アイドル。埼玉県出身。愛称は「ありえる」。株式会社iDL所属。アイドルグループ・ideal pecoのメンバー。

## 略歴
2012年5月19日、KDDI デザイニングスタジオで発表された「avexアイドルオーディション2012」の最終選考に合格し、iDOL Streetのデビュー候補生であるストリート生の3期生として加入。同年6月12日、中野サンプラザで行われた「SUPER☆GiRLS生誕2周年記念SP&アイドルストリートカーニバル」で、ストリート生内のチームe-Street TOKYOメンバーとして初お披露目された。スト生では2013年以降「TOKYO TORiTSU これで委員会」の一員として活動する一方、単独で舞台にも出演していたが、SUPER☆GiRLSやGEM等の追加メンバーに選ばれることなく2014年9月30日をもってiDOL Streetでの活動を終了した。
スト生卒業から半年後の2015年3月、愛乙女☆DOLL（以下、らぶどると略す）の新メンバーオーディションに合格しArcJewelと契約を結ぶ。同年4月4日、東京キネマ倶楽部で行われた「愛乙女☆DOLL新メンバーお披露目ライブ2015」において、太田里織菜、佐倉みき、中川梨来と共にらぶどるの新メンバーとして初お披露目。同日に卒業した岩崎夢生と入れ替わる形での加入となった。らぶどるではシングル3枚、アルバム1枚参加等の実績を残したが、同じArcJewel所属のグループである「Ange☆Reve」の新メンバー候補生になったことに伴い、2017年1月23日の恵比寿CreAto公演をもって卒業。同年10月7日に渡辺くるみがAnge☆Reveを卒業・引退すると、同12月27日に渋谷REXで行われた「Ange☆Reve 水曜定期公演」で正規メンバーへの昇格を果たした。
2019年、株式会社リトルワールドが主催する、「ミスいちご」の、4期メンバーとなる「ミスいちご2020」にエントリーし、2019年4月15日、応募総数4000名の中から「ミスいちご2020」(15名)に選出される。同期メンバーには上水口萌乃香、工藤萌香、富本愛琉がいる。
2023年7月2日、東京キネマ倶楽部で行われた公演をもってAnge☆Reveを卒業し、ArcJewelを退所。翌8月から株式会社iDLに移籍し、新設したアイドルグループ・ideal pecoに加入。

## 人物
- 身長は150cm。
- 好きな色、愛乙女☆DOLL及びAnge☆Reve、ideal pecoでの担当カラーは青である。
- 8歳下の弟がいる。
- AKB48の元メンバー・前田敦子と市川美織[注 4]のファンで[12]、アイドルになるきっかけを作ったのも前田だった[13]。また中学時代は雑誌「nicola」を愛読しており、当時同誌のモデルだった日南響子や川口春奈にファンレターを書いたことがあるという。
- 青葉ひなり（元FES☆TIVE）は大学時代の同級生[14]。

## 出演

### テレビ番組
- 珍種目No.1は誰だ!? ピラミッド・ダービー（2016年5月29日、TBS） - 「ランドセルで通う小学生は誰だ!?」の“1枠”として参加[15]

### イベント
- 加藤里保菜バースデーイベント「りほにゃんにゃんバースデー」（2017年10月3日、四谷LOTUS）- ゲスト出演[16]
- コミックエッセイ『ヲタ夫婦』トークショウ&サイン会（2018年9月14日、秋葉原書泉ブックタワー）- ゲスト出演[17]
- 加藤里保菜ファンミーティング「にゃんミ! Vol.3」（2019年10月27日、新宿角座） - ゲスト出演[18]

### 舞台
- 舞台版ビーナスファンタジスタ ～The Crescendo in my heart～（2012年8月29日 - 9月2日、赤坂RED/THEATER）
- 劇団コラソン 第26回公演「モテなキ」（2013年10月17日 - 20日、下北沢駅前劇場）[19]
- アリスインプロジェクト「デジタルホムンクルス[20]」（2013年12月18日 - 23日、シアターKASSAI） - タキオン 役[21]

## 受賞歴

### ミス・コンテスト
- 2019年度
  - 　ミスいちご2020　グランプリ[22][23][24]